# Kennalestes gobiensis
Kennalestes gobiensis és una espècie extinta de mamífers insectívors semblants a musaranyes. Era un mamífer comú a Mongòlia durant el Cretaci superior, fa entre 83,5 i 70,6 milions d'anys. Excavava el cau a terra.